# Bernard Mandeville
Bernard Mandeville, vagy Bernard de Mandeville (Rotterdam, 1670. november 15. – London, 1733. január 21.) németalföldi-angol filozófus, közgazdász, orvos és szatíraíró. Legismertebb műve A méhek meséje (1714)

## Élete
Rotterdamban tanult, majd Leidenben szerzett orvosi diplomát 1691-ben. Nyelvtanulás végett Angliába ment, majd Londonban telepedett le, ahol mind orvosi, mind filozófiai művei komoly vitát váltottak ki.

## Művei, magyar fordítások
- The Grumbling Hive, or Knaves Turn'd Honest (1705 – A megbolydult méhkas, avagy megjavult gazfickók), újabb kiadása:
- A méhek meséje avagy Magánvétkek – közhaszon (Fable of the Bees or Private Vices made Public Benefits, 1714); ford. Tótfalusi István, utószó Heller Ágnes: Cinizmussal a képmutatás ellen, jegyz. Osztovits Levente; Magyar Helikon–Európa, Bp., 1969
- Vizsgálódás az erkölcsi erény eredetéről; ford. Tótfalusi István; in: Brit moralisták a XVIII. században; vál., jegyz. Márkus György, utószó Ludassy Mária, ford. Fehér Ferenc, Bernard Mandeville ford. Tótfalusi István; Gondolat, Bp., 1977 (Etikai gondolkodók)
- A méhek meséje avagy Magánvétkek, közhaszon; ford. Tótfalusi István, utószó Heller Ágnes; 2. jav. kiad.; Helikon, Bp., 2004[2]